# ポホダ
ポホダ（Pohoda）は、スロバキアのトレンチンで毎年7月前半に開催される野外音楽フェスティバル。スロバキアで開催される音楽フェスティバルとしては最大の規模を誇る。音楽ジャンルはオルタナティヴ、ロック、ポップ、エレクトロニック、ダンス、ヒップホップ、R&Bなど多岐にわたり、演劇、ディスカッション、ダンス、文学のワークショップなども行われる。

## 概要
1997年6月29日、最初のポホダ・フェスティバルは「Kráľovská Pohoda」というもので、Trenčín town stadiumで開催され約2,000人が参加したが、チケットは140枚しか売れなかった。現在の会場はトレンチーン空港で、過去最高の入場者数を記録したのは2009年の33,000人/日で、2010年からは入場者数が1日3万人に制限されている。

## ギャラリー

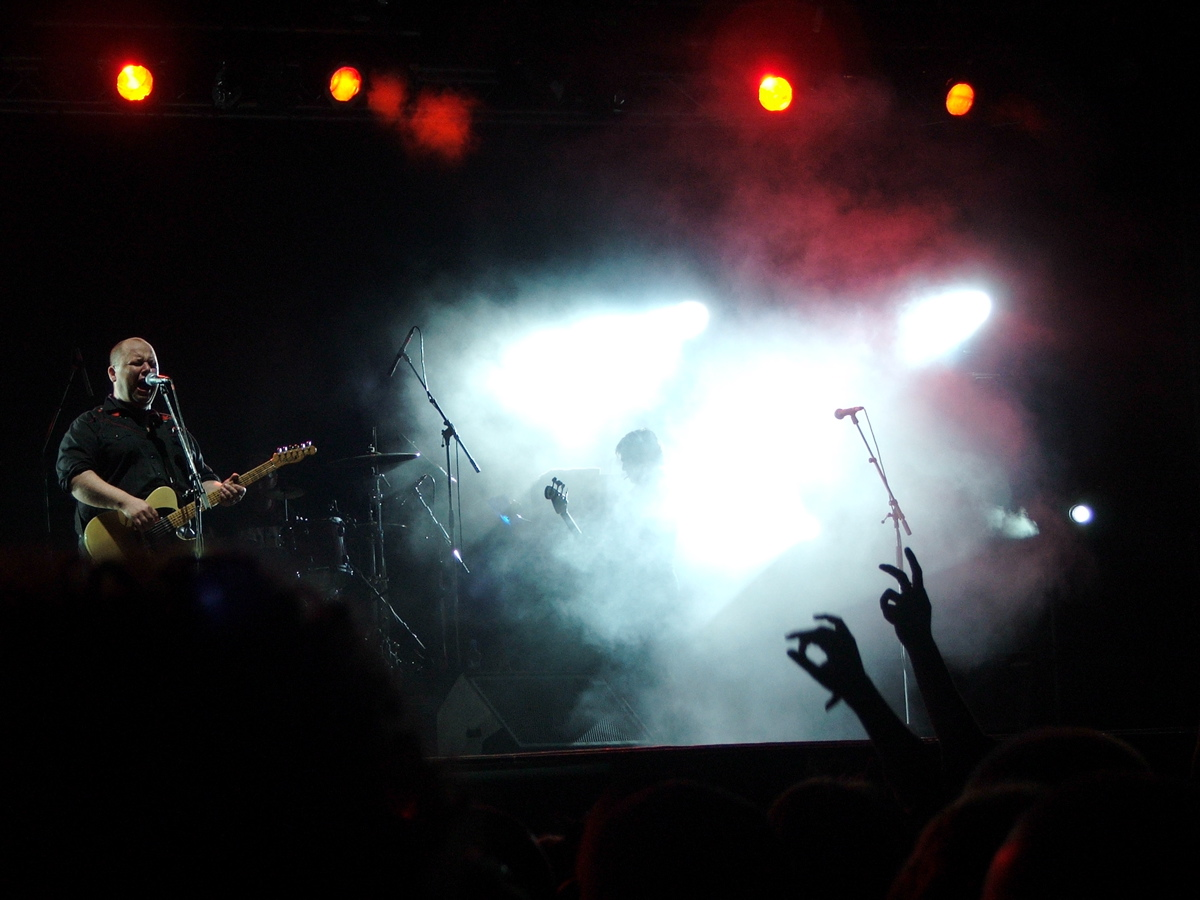
2006
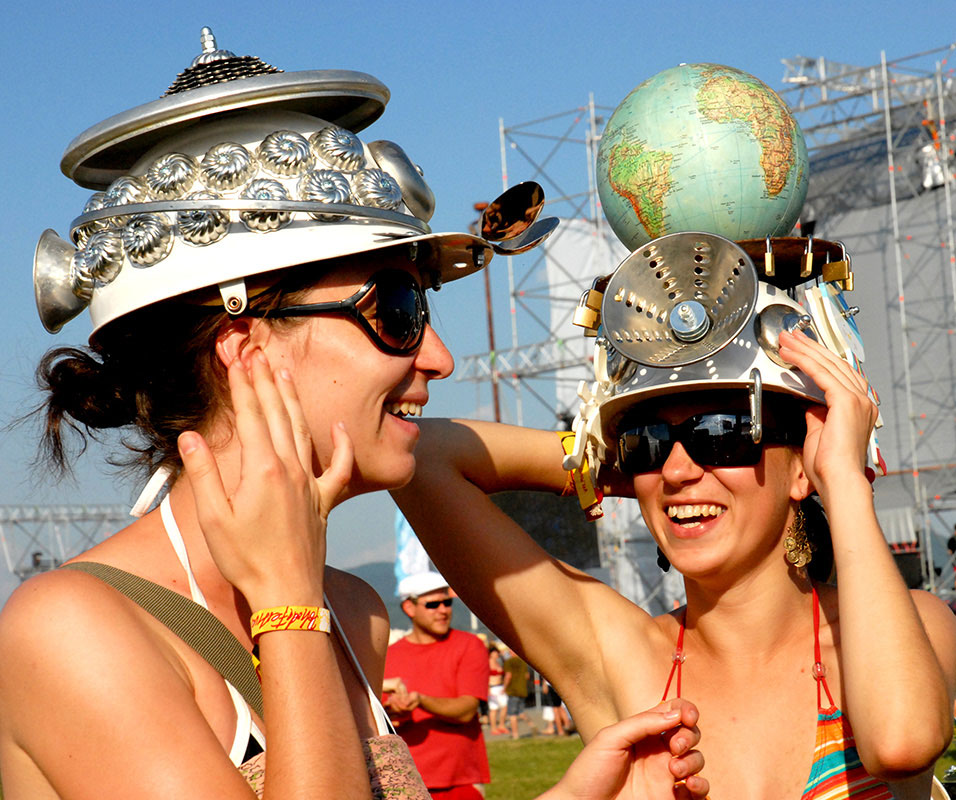
2009
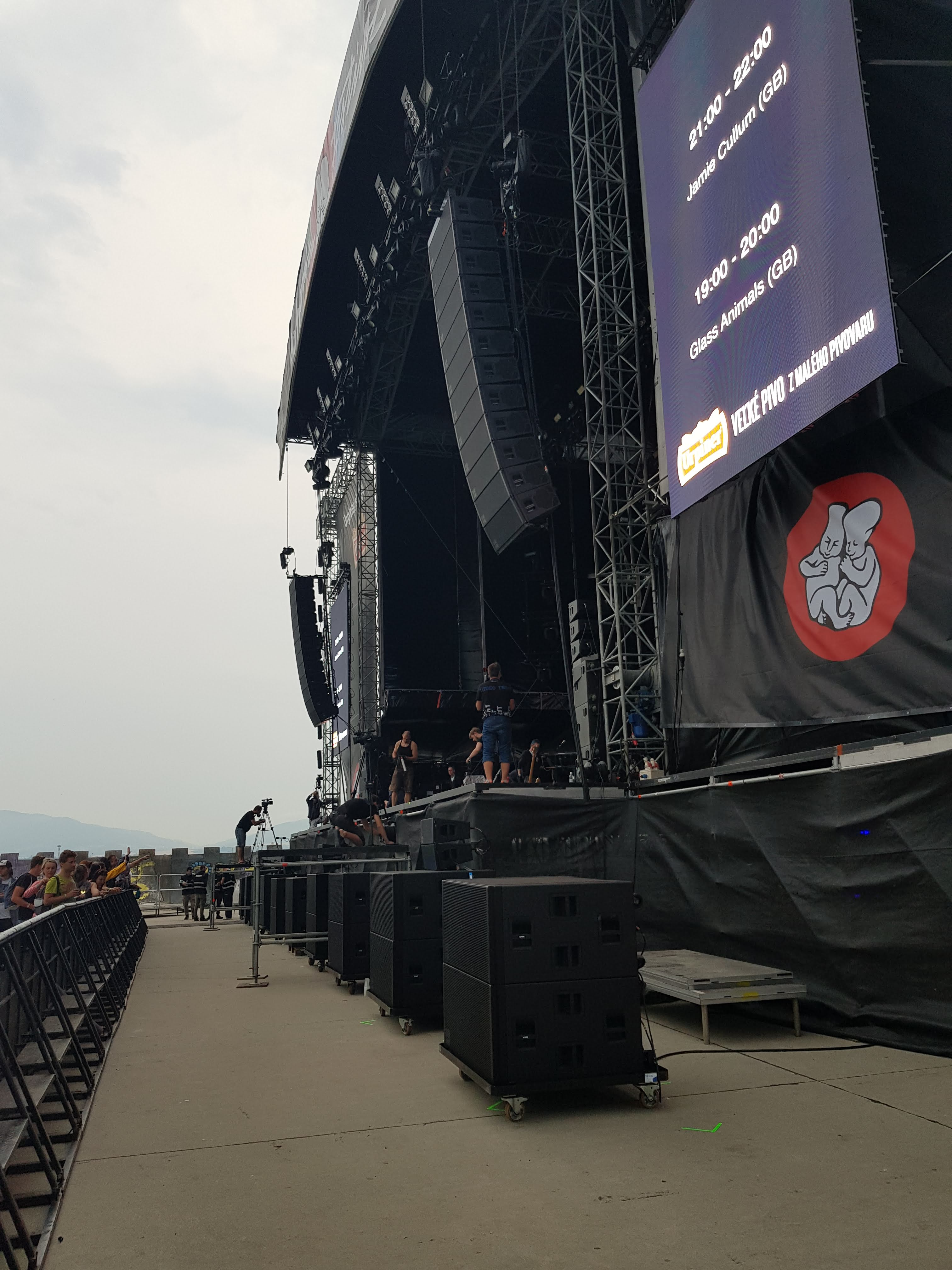
2018
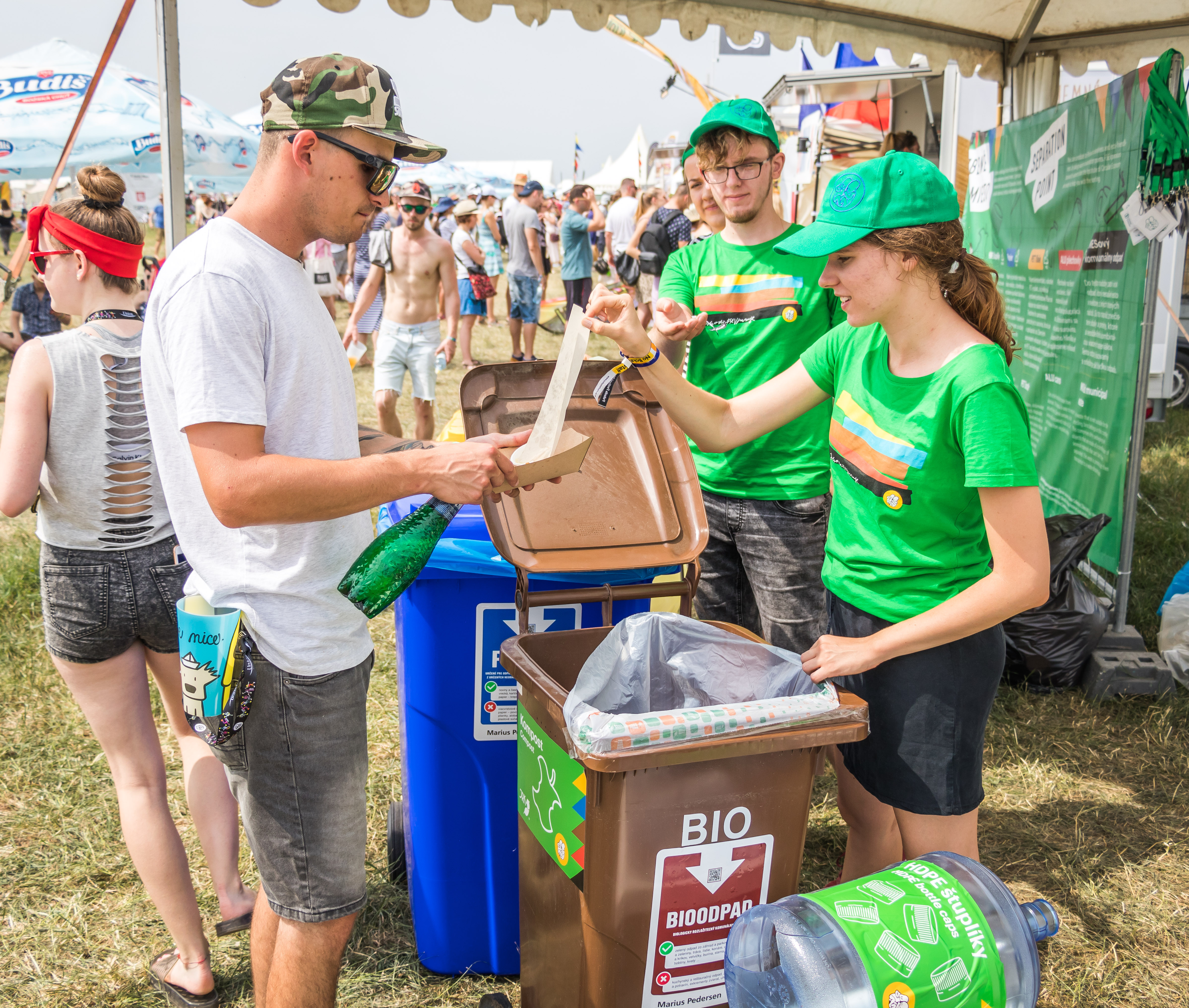
2018
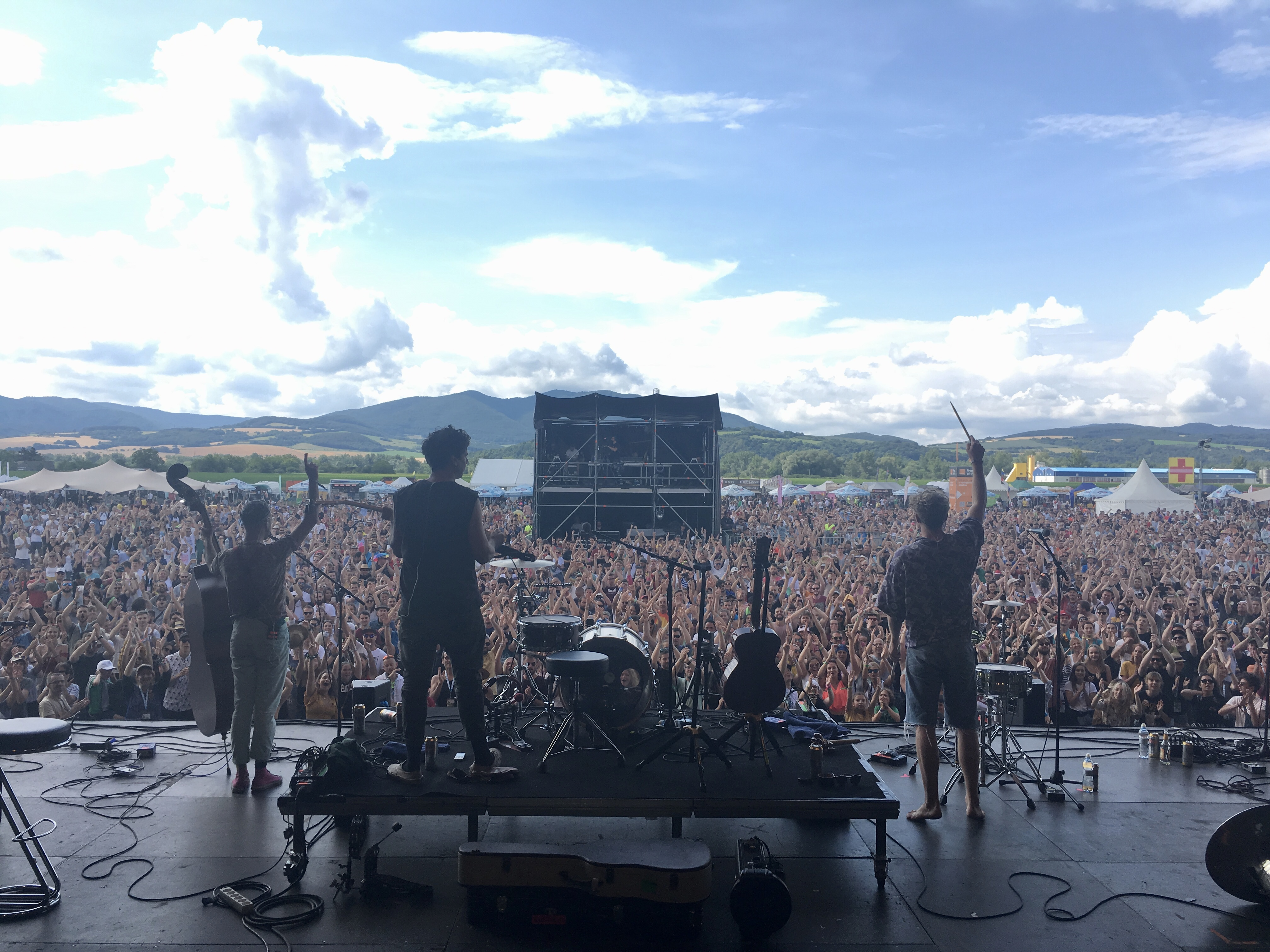
2019